# 小河正儀

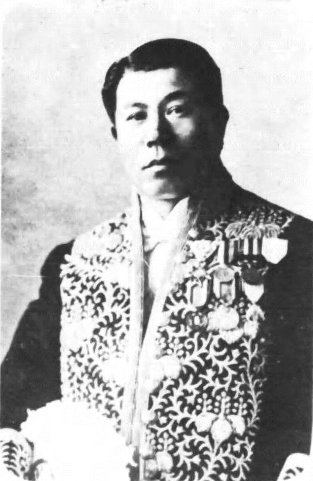
小河正儀

小河 正儀（おがわ まさのり、1894年〈明治27年〉12月2日 - 1977年〈昭和52年〉1月7日）は、日本の内務・警察・拓務官僚、弁護士。官選県知事、樺太庁長官、海軍司政長官。

## 経歴
山口県山口町今道町（現山口市）出身。第五高等学校を卒業。1918年、東京帝国大学法科大学を卒業。同年10月、高等試験行政科試験に合格。内務省に入省し和歌山県属となる。
以後、内務属・警保局図書課勤務、静岡県警視、関東庁事務官兼同参事官、関東庁警視、朝鮮総督府秘書官、同事務官・殖産農務課長、拓務省書記官・朝鮮部第一課長、台湾総督府事務官、拓務省大臣官房会計課長などを歴任。
1936年10月、青森県知事に就任。腸チフス流行への対処などを行う。1939年3月、三重県知事に転任。神宮尊厳保持、生産力の拡充、銃後援護施設の強化、県民生活の安定に尽力。1940年4月、樺太庁長官に転じ1943年7月まで在任。同年に退官。1944年8月、海軍司政長官に任じられ、海南海軍特務部総監を務め終戦を迎えた。その後、公職追放となった。
戦後は郷里に帰り、1946年に弁護士を開業。仁保事件において兄小河虎彦と共に弁護を担当した。

## 親族
- 兄 小河虎彦（弁護士）

## 栄典
- 1940年（昭和15年）8月15日 - 紀元二千六百年祝典記念章[7]